# August von Kotzebue
August Friedrich Ferdinand von Kotzebue (Weimar, Alemania, 3 de mayo de 1761-Mannheim, Alemania, 23 de marzo de 1819) fue un dramaturgo alemán, sobrino del escritor Johann Karl August Musäus y padre del capitán y explorador Otto von Kotzebue.

## Biografía
Estudió en Jena y Duisburgo y desde su infancia dio pruebas de una vanidad tan extraordinaria, que todo aquel que no le elogiaba bastante se convertía en su peor enemigo. En 1779 estrenó en Weimar sus primeras producciones teatrales, el drama Charlotte Frank y la comedia Die Weiber nach der Mode, esta con éxito. En 1783 entró al servicio de Rusia y la zarina Catalina II le nombró gobernador de Estonia.
En 1787 escribió su famoso drama Misantropía y arrepentimiento, que dio la vuelta a Europa y se representó por espacio de muchos años, aunque fue objeto de críticas acerbas.
En 1790 hubo de dejar su cargo a causa de mal estado de salud y visitó Weimar, donde fue cordialmente recibido, pero no con los honores que él esperaba, por lo que escribió el libelo Doctor Bahrdt mit der eisernen Stirn. (《Doctor Bahrdt con la frente de hierro》) que motivó verdadera indignación contra él. Después de residir algunos años más en Rusia, volvió a Alemania en 1797 y al pasar por Viena fue nombrado director del teatro de la corte, cargo que desempeñó dos años, decidiendo entonces establecerse en Weimar, pero antes quiso volver a Rusia y fue detenido en la frontera, sin saber la causa, y conducido a Siberia, si bien muchos suponen que esto fue una invención suya por más que él lo cuenta con toda clase de pormenores en su obra Das merkwürdigste Jahr meines Lebens (《El año más extraño de mi vida》) (.Berlín, 1801). Al poco tiempo se le indultó y fue nombrado director del teatro alemán de San Petersburgo y consejero áulico por el zar Pablo.
En 1801 pasó de nuevo a Weimar, pero la situación preponderante de Goethe le molestaba y tramó muchas intrigas contra el ilustre poeta, y así se vio obligado finalmente a abandonar la población.

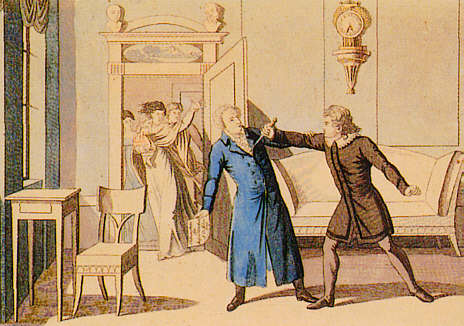
El asesinato de Kotzebue, en una ilustración de la época.

En 1802 fundó en Berlín la revista Der Freimutige (《El atrevido》) en la que atacó violentamente a Goethe y a los hermanos Schlegel (Friedrich von Schlegel y August Wilhelm von Schlegel). Durante las campañas de 1812 y 1813 formó parte del cuartel general ruso y redactó notas diplomáticas y las proclamas del zar Alejandro. En 1814 fue nombrado cónsul de Rusia en Königsberg y en 1816 agregado del ministro de Relaciones exteriores de Rusia, siendo enviado al año siguiente a Alemania con una misión secreta. Residió sucesivamente en varias ciudades y, hallándose en Mannheim, un estudiante llamado Sand lo asesinó en su casa, apuñalándolo por "traidor a la patria". El crimen proporcionó al príncipe Metternich argumentos para convencer a la Confederación de promover los decretos de Karlsbad, imponiendo mayores restricciones a las universidades y la prensa.
En Inglaterra, Francia y España Kotzebue fue calificado como el representante del mal gusto y el orgullo más insaciable.
Un célebre hijo suyo fue el almirante y explorador alemán del Báltico Otto von Kotzebue.

## Obras
- Meine Flucht nach Paris im Winter (1790)
- Erinnerungen aus Paris im Jahre ((París, 1804)
- Erinnerungen von meiner Reise aus Liefland nach Rom und Neapel (Berlín, 1805)
- Preuszons altere Geschichte (Riga, 1808-1809)
- Die Ruinen von Athen (Budapest, 1812)